# Caribisch deel van het Koninkrijk der Nederlanden van A tot Z

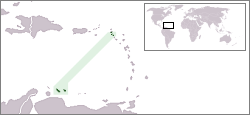
Locatie van Antillen

## A
Patrick van Aanholt ·
Edwin Abath ·
Giovanni Abath .
Hermanus Abbring ·
ABC Beker ·
ABC-eilanden ·
ABCS-toernooi ·
David Abdul ·
Eric Abdul ·
Abolitionisme ·
Margareth Abraham ·
Accion 21 ·
Acción Democratico Nacional ·
Acerola ·
Dominique Adriaens ·
Maurice Adriaens ·
Sharnol Adriana ·
Agaue arubaensis ·
Kemy Agustien ·
Ailsa Anastatia .
Lourdes Alberto ·
Suently Alberto ·
Elvis Albertus ·
Junior Albertus ·
Marilyn Alcalá-Wallé ·
Algemene bestedingsbelasting ·
Algemene ouderdomsverzekering ·
Algemene Ziektekosten Verzekering (Aruba) ·
Aloë ·
Alsophis rufiventris ·
Alto Vista ·
Alto Vista Kapel ·
Charetti America-Francisca ·
Amigoe ·
Jo van Ammers-Küller ·
Juan de Ampiés ·
Angochi ·
Vurnon Anita ·
Anolis gingivinus ·
Adrian Anthony ·
Ambtsketen van Saba ·
Charetti America-Francisca · 
American University of the Caribbean (Sint Maarten) ·
American University of Integrative Sciences ·
Jean-Marc Antersijn ·
Antilleanistiek ·
Antillendag ·
Antillengemeenten ·
Antillenhuis ·
Antillenleguaan ·
Antilliaans Dagblad ·
Antillianen ·
Antillianen in Nederland ·
Antilleanistiek ·
Antilliaanse brouwerij ·
Antilliaanse Cahiers ·
Antilliaanse Feesten ·
Antilliaanse gulden ·
Antilliaanse Luchtvaart Maatschappij ·
Antillianen in Nederland ·
Jarchinio Antonia · 
Antonio Trenidatstadion ·
Antriol ·
Appelcactus ·
Arashi Beach ·
Ursell Arends ·
Jennifer Arends-Reyes ·
Jafar Arias ·
Frank Martinus Arion ·
Arrest Curaçaose snelheidswedstrijd ·
Arrest Eman en Sevinger ·
Arrest Felix/Aruba ·
Arriba Perú ·
Gracita Arrindell ·
Rhoda Arrindell ·
Arte di Palabra ·
Aruba ·
Arubahuis ·
Aruba Birdlife Conservation ·
Aruba dushi tera ·
Aruba Golf Club ·
Aruba in de Davis Cup ·
Aruba op de Olympische Zomerspelen 1988/1992/1996/2000/2004/2008 ·
Arubaans kabinet ·
Arubaanse Division Honor ·
Arubaanse Division Uno ·
Arubaanse florin ·
Arubaans kampioenschap voetbal vrouwen ·
Arubaans onafhankelijkheidsreferendum 1977 ·
Arubaanse Voetbal Bond ·
Arubaans voetbalelftal (mannen) ·
Arubaans voetbalelftal (vrouwen) ·
Arubaanse Volkspartij ·
Arubaans voetbalelftal (vrouwen) ·
Aruba Aloe-museum ·
Aruba Ariba ·
Aruba Modeltreinenmuseum ·
Aruba-bladvingergekko ·
Aruba-ratelslang ·
Aruba-renhagedis ·
Djuric Ascencion ·
Ivar Asjes ·
Jandino Asporaat ·
Pedro Atacho ·
Athene cunicularia arubensis ·
Atlétiko Saliña ·
Shutlan Axwijk ·
Ayaca ·
Ayo ·
.aw

## B
Babijn ·
Baby Beach ·
Juninho Bacuna ·
Leandro Bacuna ·
David Bade ·
Balashi ·
Balashi (bier) ·
Wladimir Balentien ·
Johnny Balentina ·
Ajamu Baly ·
Bandabou ·
Bandariba .
Bank Jerome ·
Judsel Baranco ·
Barber (Curaçao) ·
Barcadera ·
Barcelona ·
Rensy Barradas ·
John Baselmans ·
Basiliek Santa Ana ·
Raymond Baten ·
Baya Beach ·
Riechedly Bazoer ·
Aletta Beaujon ·
Antony Beaujon ·
Otto Beaujon ·
Matthias Beck
Beeldentuin Blue Bay .
Freek van Beetz ·
Belnem ·
Benedenwindse Eilanden ·
Charlison Benschop ·
Dave Benton ·
Herman van Bergen ·
Jean-Luc Bergen ·
Gerald Berkel ·
Angel Bermudez ·
Roger Bernadina ·
Kris Berry ·
Lucille Berry-Haseth ·
Guillfred Besaril ·
BES-fonds ·
Besluit onderstand BES ·
Bestuurscollege (Caribisch Nederland) ·
Bestuurscollege (Nederlandse Antillen) .
Bestuurskantoor ·
Evelina Betancourt-Anthony .
Beth Israël Synagoge ·
Betico Croes Beker ·
Betico Croes Dag ·
Jemyma Betrian ·
Stanley Betrian ·
Sander van Beusekom .
Noraly Beyer ·
Remco Bicentini ·
Aliefka Bijlsma .
Andin Bikker ·
Bisdom Willemstad ·
Dyanne Bito ·
Black Harry ·
Blauwbaai ·
Oda Blinder ·
Blumond ·
Rafael Boasman ·
Boca Samí ·
Alfonso Boekhoudt ·
Boeli van Leeuwenprijs ·
Theu Boermans ·
Xander Bogaerts ·
Bon Futuro ·
Bonaire ·
Bonairedag ·
Bonaire International Airport ·
Bonaire Museum ·
Bonaire National Marine Park ·
Bonairepalm · 
Bonairiaans staatkundig referendum 1994/2004/2010/2015 ·
Bonairiaans voetbalelftal ·
Christy Bonevacia ·
Liemarvin Bonevacia ·
Roly Bonevacia ·
Hubert Booi ·
John Booi ·
Boomkalebas ·
Gerardus Balthazar Bosch ·
Johannes van den Bosch ·
Boton ·
Boven Bolivia ·
Bovenwindse Eilanden ·
Eric de Brabander ·
Brandaris (berg) ·
Brandweerkorps Caribisch Nederland ·
Brasil (Aruba) ·
Gregor Breinburg ·
Reinhard Breinburg ·
Joshua Brenet ·
Paul Brenneker ·
Brievengat ·
Enith Brigitha ·
Bringamosa ·
Pedro Luis Brión ·
Brionplein ·
Aart Broek ·
Jan Brokken ·
Brouwerij Nacional Balashi ·
Hortence Brouwn ·
Stanley Brown ·
Frans Brugman ·
Jeanne de Bruijn · 
Marcel de Bruin ·
Bubali ·
Bubali vogelreservaat ·
Olga Buckley ·
Buena Vista ·
Buitenbosch ·
Bullenbaai ·
Maureen Bunyan ·
Bushiribana ·
Ruby Bute ·
Butucu

## C
C-93 ·
Cactus ·
Calabas ·
Izaline Calister ·
Dionisio Calvo ·
Camacuri ·
Suzy Camelia-Römer ·
Canashito ·
Paulus Roelof Cantz'laar ·
Wilhelm Canword ·
José Capricorne ·
Caquetio ·
Caquetio (taal) ·
Caracasbaai ·
Caraïben ·
Caraïbisch gebied ·
Caraïbische keuken ·
Caraïbische Voetbalunie ·
Caraïbische Zee ·
Caribbean Medical University ·
Caribische brassband ·
Caribisch deel van het Koninkrijk der Nederlanden ·
Caribisch Nederland ·
Caribisch openbaar lichaam
Caricom·
Shanon Carmelia ·
Carnaval op Curaçao ·
Jurich Carolina ·
Cas Ariba ·
Cas di Cultura ·
Cas di Paloma ·
Casearia tremula ·
Cashero ·
Casibari ·
Daisy Casimiri . 
CAS-landen ·
Jacques Cassard ·
Catashi ·
Catecismo Corticu ·
Timothy Cathalina ·
Catiri ·
Cayennepeper ·
Ced Ride ·
Centrale Bank van Aruba ·
Centrum voor Detentie en Correctie Curaçao ·
Cerion uva ·
Cerodrillia arubensis ·
Cero ·
Ceru Colorado ·
Leo Chance ·
Dayanara Chin-A-Lien-Roozendal
Tahith Chong ·
Christuskerk (The Bottom) ·
Kenneth Cicilia ·
Rigino Cicilia ·
Angelo Cijntje ·
Jeremy Cijntje ·
Lily Clarisa .
Joceline Clemencia ·
Forstin Coenraad ·
Ivanon Coffie ·
Cola Debrotprijs ·
Cole Bay ·
Melfried Comenencia ·
Paul Comenencia ·
Chris Comvalius ·
Cinelandia ·
Rebecca Cohen Henriquez ·
Collectie Nederlandse Scheepspost (Admiralty Court) ·
College Aruba financieel toezicht ·
College financieel toezicht Bonaire, Sint Eustatius en Saba ·
College financieel toezicht Curaçao en Sint Maarten ·
Comité Olímpico Arubano ·
Commandant der Zeemacht in het Caraibisch Gebied ·
Commandeur (koloniaal bestuurder) ·
Compensatiedossier ·
Conasprella wendrosi ·
Jose Constancia ·
Gersinio Constansia ·
Constitutioneel Hof (Sint Maarten) ·
Maritza Coomans-Eustatia ·
Charles Cooper ·
Jaime Córdoba ·
Coronacrisis in Aruba ·
Coronacrisis in Caribisch Nederland ·
Coronacrisis in Curaçao ·
Coronacrisis in het Caribisch deel van het Koninkrijk der Nederlanden ·
Coronacrisis in Sint Maarten ·
Desiree Correa ·
Randal Corsen ·
Lucina da Costa Gomez-Matheeuws ·
Moises Frumencio da Costa Gomez ·
Errol Cova ·
Cow & Calf ·
Abraham Crijssen ·
Cristiannan Uni Reforzando Potencial di Aruba ·
Betico Croes ·
Endy Croes ·
Frido Croes ·
Gerlien Croes ·
Hendrik Croes ·
Mito Croes ·
Paul Croes ·
Ricardo Croes ·
Rudy Croes ·
Steven Croes ·
Johannes Didericus Crol ·
Crotalus durissus unicolor ·
Cucui ·
Cul de Sac (Sint Maarten) ·
Cupecoy Beach ·
Cura Cabai ·
Curaçao ·
Curaçaohuis ·
Curaçao International Airport ·
Curaçao (likeur) ·
Curaçao en Onderhorigheden ·
Curaçao Marine Park ·
Curaçao Sea Aquarium ·
Curaçaosch Museum ·
Curaçaose keuken ·
Curaçaose muziek ·
Curaçaose slavenopstand van 1716 .
Curaçaose slavenopstand van 1750 .
Curaçaose slavenopstand van 1795 .
Curaçaose tram ·
Curaçaose voetbalbond ·
Curaçaose zweepslang ·
Curaçaos staatkundig referendum 1993/2005/2009 · 
Shayron Curiel ·
Cyperus bonariensis

## D
Dyron Daal ·
Josette Daal ·
Luis Daal ·
Dag van de Vlag ·
Daimari ·
Dakota ·
Damanan di Djárason ·
Raynick Damasco ·
Dande ·
Ena Dankmeijer-Maduro ·
Erixon Danso ·
Danza ·
Rodion Davelaar ·
De Ontspoorde Benjamin ·
Cola Debrot ·
Daisy Dee ·
Virginia Dementricia ·
Democratisch deficit van het Koninkrijk der Nederlanden ·
Democratische Partij Bonaire ·
Democratische Partij (Curaçao) ·
Democratische Partij (Sint Eustatius) ·
Democratische Partij Sint Maarten ·
Den Paradera ·
De Olde Molen ·
Dertig mei-opstand ·
Boy Deul ·
Dia di Boneiru ·
Guliano Diaz ·
David Dick ·
Irene Dick ·
Peter Dicker ·
Miep Diekmann ·
Lucien Dirksz ·
Dividivi ·
Doble-R ·
Pacheco Domacassé ·
Domi ·
Anthonie Donker ·
Birgit Donker ·
Jean-Pierre Doran ·
Henrietta Doran-York ·
Caimin Douglas ·
Franky Douglas ·
Arthur Dowers ·
Droog struweel van de ABC-eilanden ·
Dubbelspel ·
Dubnium-zaak ·
Kerwin Duinmeijer ·
Denzel Dumfries ·
Dutch Caribbean Airlines ·
Dutch Caribbean Digital Platform ·
Dutch Caribbean Nature Alliance

## E
Eagle Beach ·
Liesbeth Echteld ·
Boy Ecury ·
Giselle Ecury · 
Nydia Ecury ·
Patrick van der Eem ·
Jan van Ees ·
Economie van Aruba ·
Eilandbelasting ·
Eilanden behorend tot Sint Maarten ·
Eilandenregeling Nederlandse Antillen ·
Eilandgebied ·
Eilandgedeputeerde ·
Eilandgriffier ·
Eilandsecretaris ·
Eilandsraad (Nederlandse Antillen) ·
Eilandsraad (Caribisch Nederland) ·
Eilandsraadsverkiezingen 2011/2015/2019 ·
Eilandsraadverkiezingen Aruba 1951/1955/1959/1963 ·
Eilandsraadverkiezingen Aruba 1971/1975/1979/1983 ·
Eilandsraadverkiezingen Curaçao 1999/2003/2007/2010 ·
Eilandsverordening ·
Eunice Eisden ·
El Indjan ·
Philip Elhage ·
Abdul Nasser El Hakim ·
Hasani Ellis ·
Maarten Ellis ·
Wilhelm Ellis ·
Henny Eman - 
Mike Eman ·
Emancipatie ·
Emancipatiedag ·
Emancipatiewet ·
Sharelly Emanuelson .
Lydia Emerencia ·
Piet Emmer ·
Encyclopaedie van Nederlandsch West-Indië ·
Lucila Engels-Boskaljon ·
De Erfenis ·
Ergilio Hatostadion ·
Steve Escalona ·
Ryan van Esch ·
Jermaine Esprit ·
Maurina Esprit-Maduro ·
Euson ·
Juancho Evertsz ·
Burny Every ·
Alexandre Exquemelin

## F
Radna Fabias ·
Johan Fabricius ·
Bobby Farrell ·
F.D. Roosevelt Airport ·
Federacion di Trahadornan di Aruba ·
Aldrico Amando Felida ·
Leroy Fer ·
Hubert Fermina ·
Guyon Fernandez ·
Fina Ferreira ·
Fête de la Cuisine ·
Frans Figaroa ·
Flamboyant (plant) ·
Felix Flanegien ·
Josianne Fleming-Artsen ·
Fabian Florant ·
Fofoti ·
Fontein (Aruba) ·
Forsa Kòrsou ·
Fort Amsterdam (Curaçao) ·
Fort Amsterdam (Sint Maarten) ·
Fort Bay ·
Fort Beekenburg ·
Fort de Windt ·
Fort Hill ·
Fort Nassau (Curaçao) ·
Fort Oranje (Bonaire) ·
Fort Oranje (Sint Eustatius) ·
Fort Piscadera ·
Fort Sint Michiel (Curaçao) ·
Fort Waakzaamheid ·
Fort Willem I (Sint Maarten) ·
Fort Zoutman ·
Curt Fortin ·
Fortkerk ·
Fortkerk Museum ·
Mamita Fox ·
Alida Francis ·
Marcolino Franco ·
Johanna Franco Zapata .
Giovanni Franken ·
Mariana Franko ·
Frans-Antilliaanse literatuur ·
Franse keizersvis ·
Franse Pas ·
Fraters van Tilburg ·
Frente Obrero Liberashon ·
Frente Sosial Progresivo ·
Leonard Albert Fruytier ·
FuHiKuBo ·
Fuikbaai ·
Fuikdag ·
Funchi ·
Fundashon pa Planifikashon di Idioma

## G
Juriën Gaari ·
Virginie Gameren ·
Chris Garia ·
Quinsy Gario ·
Sonia Garmers ·
Garypus bonairensis ·
Garypus realini ·
Gedeputeerde ·
Geelvleugelamazone ·
Jacob Gelt Dekker ·
Gemeenschappelijk Hof van Justitie van Aruba, Curaçao, Sint Maarten en van Bonaire, Sint Eustatius en Saba ·
Gemeenschapsmuseum San Nicolas ·
Geografie van Aruba ·
Lucille George-Wout ·
Gerecht in Eerste Aanleg ·
Izzy Gerstenbluth ·
Geschiedenis van Aruba ·
Geschiedenis van Bonaire .
Geschiedenis van Curaçao .
Geschiedenis van de Antillianen in Nederland ·
Geschiedenis van de media op de Nederlandse Antillen en Aruba ·
Geschiedenis van de Nederlandse Antillen ·
Geschiedenis van de Nederlandse slavernij ·
Gestreepte anolis ·
Kizzy Getrouw ·
Gevolmachtigd minister ·
Gevolmachtigd minister van Aruba ·
Gevolmachtigd minister van Curaçao ·
Gevolmachtigd minister van de Nederlandse Antillen ·
Gevolmachtigd minister van Sint Maarten ·
Gezaghebber (Nederlandse Antillen) ·
Gezaghebber (Caribisch Nederland) ·
Kenneth Gijsbertha ·
Rashidi Gilkes ·
Sisline Girigoria ·
Norman Girigorie ·
Quincy Girigorie ·
Hyden Gittens ·
Wilson Godett ·
Frits Goedgedrag ·
Golden Rock · 
Gabriël Gorris · 
Gouvernementslogeergebouw · 
Gouverneur van Aruba ·
Gouverneur (Nederlandse Antillen) ·
Gouverneur van Sint Maarten ·
Johannes de Graaff ·
Grand Prix van Curaçao ·
Great Bay Beach ·
Green Island ·
Didi Gregorius ·
Johannes Gregorius ·
Juan Gregorius ·
Ben van Grevenbroek ·
Margo Groenewoud .
Rob Groenhof ·
Terence Groothusen ·
Grote Berg (Curaçao) ·
Grote Knip ·
Bernadina Growell .
Grupo di Betico ·
Guavaberry Emporium ·
Trudi Guda ·
Darlaine Guedez-Erasmus ·
Harvey Gumbs ·
Marcel Gumbs ·
Melissa Gumbs ·
Gregory Gustina · 
Gueni · 
Gwendoline van Putten School

## H
Fred de Haas ·
Henry Habibe ·
Habitus (dichtbundel) ·
Jacobus Haefkens ·
HAL Investments ·
Kees 't Hart ·
Peter Hartman ·
Richard Hart Nibbrig ·
Carel de Haseth ·
Hato ·
Hato Airport ·
Ergilio Hato ·
Haven van Sint Eustatius ·
Janny de Heer ·
Johannes van Heerdt tot Eversberg ·
Raymond Heerenveen ·
Heilige Drievuldigheidskerk (Windwardside) ·
Heilig Hartkerk (The Bottom) ·
Heilige Rozenkranskerk (Saba) ·
Bernadette Heiligers ·
Glenn Helberg ·
Hell's Gate ·
Elodie Heloise .
Hen & Chickens ·
Carmita Henriquez .
Denis Henriquez ·
Jeanne Henriquez ·
May Henriquez ·
Nicole Henriquez . 
Oscar Henriquez · 
Eugènie Herlaar ·
Hervormde kerk van Sint Eustatius ·
Pim Heuvel ·
Nina den Heyer ·
Grisha Heyliger-Marten ·
Glenda Heyliger .
Theo Heyliger ·
Hòfi Mango .
Hilma Hooker ·
Historisch eilandgebied van de Nederlandse Antillen ·
Historisch gebied van Willemstad, binnenstad en haven ·
Daniel Hodge ·
Lee Hodge ·
Hoge Raad der Nederlanden ·
Eugene Holiday ·
Natalee Holloway ·
Joannes Holterman ·
Homohuwelijk in het Koninkrijk der Nederlanden ·
Honen Dalim synagoge ·
Elson Hooi ·
Everon Jackson Hooi ·
Hooiberg (Aruba) ·
Michelle Hooyboer-Winklaar ·
Horacio Oduber Hospitaal ·
Etienne van der Horst ·
Hotel Colombia ·
Alan Howell ·
Jan Hulswit

## I
Julien Ignacio ·
Raily Ignacio ·
In de Knipscheer ·
Indiaanskop .
Instituto Buena Bista .
Interparlementair Koninkrijksoverleg ·
Invoeringswet openbare lichamen Bonaire, Sint Eustatius en Saba ·
Maria Irausquin-Wajcberg ·
Percy Irausquin ·
Ir-Sais ·
Ronchi Isa ·
Gilbert Isabella ·
Chairon Isenia ·
Percy Isenia ·
Isla ·
Isla (raffinaderij) ·
ISO 3166-2:AN ·
Siny van Iterson

## J
Silveria Jacobs ·
Bouke Jagt ·
Quentin Jakoba ·
George Jamaloodin ·
Jamanota ·
Rangelo Janga ·
Kenley Jansen ·
Lionel Jansen ·
Jan Thiel ·
Jan Thielbaai ·
José Jardim ·
Jatropha gossypiifolia ·
Chicho Jesurun ·
Zita Jesus-Leito ·
Jetblast-arrest ·
Jeugdliteratuur van het Caribisch deel van het Koninkrijk der Nederlanden .
Joshua John ·
Chris Johnson ·
Jonathan Johnson ·
Mary Gertrude Johnson .
Will Johnson ·
Efraïn Jonckheer ·
Andruw Jones ·
Cornelia Jones ·
Jan Olphert de Jong van Beek en Donk ·
Gerrit de Jongh ·
Edward de Jongh ·
Emily de Jongh-Elhage ·
Gustaaf de Jongh ·
Anton Jongsma ·
Joods Cultureel Historisch Museum .
Joods-Papiaments .
Sherwin Josepha ·
Rugenio Josephia ·
Juancho E. Yrausquin Airport ·
Elis Juliana ·
Julianadorp ·
Edsel Juliet ·
Roger Jurriens ·
Jair Jurrjens ·
Gillian Justiana

## K
Kabinet-Asjes ·
Kabinet-Betrian ·
Kabinet-Gumbs ·
Kabinet-Henny Eman I/II/III ·
Kabinet-Hodge ·
Kabinet-Jacobs I/II ·
Kabinet-de Jongh-Elhage I/II ·
Kabinet-Koeiman ·
Kabinet-Marlin I/II ·
Kabinet-Marlin-Romeo I/II ·
Kabinet-Mike Eman I/II ·
Kabinet-Oduber I/II/III/IV ·
Kabinet-Paula ·
Kabinet-Pisas I/II ·
Kabinet-Pourier II/III ·
Kabinet-Rhuggenaath ·
Kabinet-Schotte ·
Kabinet-Sprockel ·
Kabinetten Curaçao ·
Kabinet-Wescot-Williams I/II/III ·
Kabinet-Wever-Croes I/II ·
Kabinet-Whiteman I/II ·
Kabinetsformatie Curaçao 2016 ·
Kabinetsformatie Curaçao 2017 ·
Kabinet van de Gevolmachtigde Minister van Aruba ·
Kalifar Omarmoskee ·
Henk Kamp ·
Leon Kantelberg ·
Gervane Kastaneer · 
Piet Kasteel · 
Kathedraal van doornen ·
Kathedraal van Pietermaai ·
Katholieke Kerk in Aruba ·
Katholieke Kerk in Curaçao ·
Katholieke Kerk in Sint Maarten ·
Katibu di Shon ·
Charro Kelly ·
Michiel van Kempen ·
Kempi ·
Kiescollegeverkiezing ·
Kiescollegeverkiezingen 2019 ·
Albert Kikkert ·
Kim Sha Beach ·
Inga Rhonda King ·
Klein Bonaire ·
Klein Curaçao ·
Kleine Antillen ·
Kleine Knip ·
K-Liber 4 Life ·
Patrick Kluivert ·
Belen Kock-Marchena ·
Monica Kock ·
Hensley Koeiman ·
Ramsey Koeyers ·
Koloniale Raad ·
Komkommerpitprijs ·
Ben Komproe ·
Koningin Emmabrug ·
Koningin Julianabrug ·
Koningstraat 29 ·
Koninklijk Instituut voor Taal-, Land- en Volkenkunde ·
Koninkrijksaangelegenheden ·
Koninkrijksdag ·
Koninkrijkseiland ·
Koninkrijksmunt ·
Koninkrijksrelaties ·
Koninkrijksspelen ·
Koninkrijkstoernooi ·
Koninkrijkszaal (Windwardside) ·
Armin Konket ·
Olindo Koolman ·
Antonius van Koolwijk ·
Kopa Antiano/2007/2008/2009/2010 ·
Koraal Partir ·
Koraal Specht ·
Korps Politie Caribisch Nederland ·
Kòrsou di Nos Tur ·
Kòrsou Esun Miho ·
Kòrsou un Munisipio Ulandes Nobo ·
Kòrsou Vishonario ·
Kralendijk ·
Ciro Kroon ·
Tania Kross ·
Krus di Mérito Kòrsou ·
Willem Jan Kruys ·
Kunuku ·
Kunukuhuis ·
Kurá Hulanda .
Museum Kurá Hulanda .
Kustwacht Caribisch Gebied ·
Brandley Kuwas

## L
Lac Baai ·
Digna Laclé-Herrera ·
Ladderbaai ·
Lago Colony ·
Lago Heights ·
Lago Oil & Transport Co. Ltd. ·
Lagun ·
Padú Lampe ·
Rudy Lampe ·
Landen en gebieden overzee · 
Landhuis Ascencion .
Landhuis Bloemhof .
Landhuis Brakkeput Mei Mei .
Landhuis Brievengat .
Landhuis Chobolobo ·
Landhuis Daniel .
Landhuis Groot Davelaar .
Landhuis Groot Santa Martha .
Landhuis Habaai ·
Landhuis Hato .
Landhuis Jan Kok .
Landhuis Karpata ·
Landhuis Ronde Klip .
Landhuis Rooi Catootje .
Landhuis Zeelandia .
Landhuis Zuikertuintje .
Landhuizen van Curaçao ·
Landsbesluit ·
Landsverordening ·
Luis de Lannoy ·
Angela Altagracia de Lannoy-Willems ·
Reinhart Frans van Lansberge ·
Laraha ·
Ruthmila Larmonie-Cecilia ·
Johann Rudolf Lauffer ·
Pierre Lauffer ·
Diana Lebacs ·
Emil Lee ·
Omayra Leeflang ·
John Leerdam ·
Leeuwarden (Bonaire) ·
Boeli van Leeuwen ·
Carla van Leeuwen ·
Raily Legito ·
Jemal Le Grand ·
Ben Leito ·
Leliënberg ·
Leptonycteris curasoae ·
Joan Leslie ·
Rodolfo Lenz ·
Kimberly Lew-Jen-Tai .
Lhbt-rechten op Aruba ·
Maria Liberia-Peters ·
Lijst van alumni en medewerkers van de Universiteit van de Nederlandse Antillen ·
Lijst van antilleanisten ·
Lijst van bekende Arubanen ·
Lijst van bekende Curaçaoënaars ·
Lijst van beschermde monumenten op Bonaire ·
Lijst van beschermde monumenten in Caribisch Nederland ·
Lijst van bisschoppen van Willemstad ·
Lijst van Curaçaose ministers van Economische Ontwikkeling ·
Lijst van Curaçaose ministers van Gezondheid, Milieu en Natuur ·
Lijst van Curaçaose ministers van Justitie ·
Lijst van Curaçaose ministers van Onderwijs, Wetenschap, Cultuur en Sport ·
Lijst van Curaçaose ministers van Verkeer, Vervoer en Ruimtelijke Planning ·
Lijst van extreme punten in het Koninkrijk der Nederlanden ·
Lijst van gevolmachtigd ministers van Aruba ·
Lijst van gevolmachtigd ministers van Curaçao ·
Lijst van gevolmachtigd ministers van de Nederlandse Antillen ·
Lijst van gevolmachtigd ministers van Sint Maarten ·
Lijst van gezaghebbers ·
Lijst van gezaghebbers van Aruba ·
Lijst van gezaghebbers van Bonaire ·
Lijst van gezaghebbers van Curaçao ·
Lijst van gezaghebbers van Saba ·
Lijst van gezaghebbers van Sint Eustatius ·
Lijst van gezaghebbers van Sint Maarten ·
Lijst van gouverneurs van de Nederlandse Antillen (1634-1954) ·
Lijst van gouverneurs van de Nederlandse Antillen (1954-2010) ·
Lijst van gouverneurs van Sint Eustatius, Saba en Sint Maarten ·
Lijst van gouverneurs van Sint Maarten ·
Lijst van hogeronderwijsinstellingen in het Caribisch deel van het Koninkrijk der Nederlanden ·
Lijst van hoogste punten in het Koninkrijk der Nederlanden ·
Lijst van kunstenaars uit het Caribisch deel van het Koninkrijk der Nederlanden .
Lijst van ministers van Economische Zaken van Aruba ·
Lijst van ministers van Financiën van Aruba ·
Lijst van ministers van Financiën van Curaçao ·
Lijst van ministers van Financiën van Sint Maarten ·
Lijst van ministers van Justitie van Aruba ·
Lijst van ministers van Onderwijs van Aruba ·
Lijst van ministers van Volksgezondheid van Aruba ·
Lijst van monumenten op Aruba ·
Lijst van monumenten in Berg Altena ·
Lijst van monumenten op Curaçao ·
Lijst van monumenten in Otrobanda ·
Lijst van monumenten in Punda ·
Lijst van monumenten in Scharloo ·
Lijst van monumenten op Sint Maarten
Lijst van monumenten in Willemstad (Curaçao) ·
Lijst van musea op Aruba ·
Lijst van Nederlandse honkbalinternationals ·
Lijst van Nederlandse honkbalspelers in de Major League ·
Lijst van Nederlandse koloniën ·
Lijst van papiamentisten · Lijst van personen geboren in Willemstad (Curaçao) ·
Lijst van plaatsen op Aruba ·
Lijst van politieke partijen in de Nederlandse Antillen ·
Lijst van politieke partijen op Aruba ·
Lijst van politieke partijen op Bonaire ·
Lijst van politieke partijen op Saba ·
Lijst van politieke partijen op Sint Eustatius ·
Lijst van politieke partijen op Sint Maarten ·
Lijst van premiers van Aruba ·
Lijst van premiers van Curaçao ·
Lijst van premiers van de Nederlandse Antillen ·
Lijst van premiers van Sint Maarten ·
Lijst van rampen in het Caribisch deel van het Koninkrijk der Nederlanden ·
Lijst van rechterlijke uitspraken (Caribisch deel van het Koninkrijk der Nederlanden) ·
Lijst van scholen op Aruba ·
Lijst van schrijvers uit het Caribisch deel van het Koninkrijk der Nederlanden ·
Lijst van universiteiten in het Caribisch deel van het Koninkrijk der Nederlanden ·
Lijst van vlinders in het Caribisch deel van het Koninkrijk der Nederlanden ·
Lijst van voetbalclubs in Aruba ·
Lijst van voetbalinterlands Aruba - Cuba ·
Lijst van voetbalinterlands Aruba - Curaçao ·
Lijst van voetbalinterlands Aruba - Grenada ·
Lijst van voetbalinterlands Aruba - Guam ·
Lijst van voetbalinterlands Aruba - Guyana ·
Lijst van voetbalinterlands Aruba - Nederlandse Antillen ·
Lijst van voetbalinterlands Bonaire - Curaçao ·
Lijst van voetbalinterlands Curaçao - Grenada ·
Lijst van voetbalinterlands Curaçao - Guyana ·
Lijst van voetbalinterlands Curaçao - Jamaica ·
Lijst van voetbalinterlands Curaçao - Montserrat ·
Lijst van voetbalinterlands Nederland - Nederlandse Antillen ·
Lijst van voetbalinterlands Nederlandse Antillen - Nicaragua ·
Lijst van voetbalinterlands Nederlandse Antillen - Panama ·
Lijst van voetbalinterlands Nederlandse Antillen - Puerto Rico ·
Lijst van voetbalinterlands Nederlandse Antillen - Saint Lucia ·
Lijst van voetbalinterlands Nederlandse Antillen - Saint Vincent en de Grenadines ·
Lijst van voetbalinterlands Nederlandse Antillen - Venezuela ·
Lijst van voorzitters van de Staten van Aruba ·
Lijst van voorzitters van de Staten van de Nederlandse Antillen ·
Lijst van voorzitters van de Staten van Sint Maarten ·
Lijst van vuurtorens op Aruba ·
Lijst van vuurtorens op Bonaire ·
Lijst van vuurtorens op Curaçao ·
Lijst van wettelijk beschermde dieren in Aruba ·
Lijst van wettelijk beschermde planten in Aruba ·
Lintendans ·
Lista Niun Paso Atras ·
Literatuur van het Caribisch deel van het Koninkrijk der Nederlanden .
Little Bay ·
Jhomar Loaiza .
Jürgen Locadia ·
Troetje Loewenthal ·
Marisol Lopez-Tromp ·
Mirna Louisa-Godett ·
Lower Hell's Gate ·
Lower Prince's Quarter ·
Lowlands ·
Luchthaven L'Espérance ·
Jurswailly Luciano ·
Lynch Plantation

## M
Rita Maasdamme ·
Maasdamme-collectie ·
Maatregelen tijdens de coronacrisis voor het Caribisch deel van het Koninkrijk der Nederlanden ·
Calvin Maduro ·
Chaunice Maduro ·
George Maduro ·
Hedwiges Maduro ·
Mongui Maduro ·
Xiomara Maduro ·
Maduro & Curiel's Bank .
Malmok ·
Herman de Man ·
Mangel Halto ·
Ken Mangroelal ·
Don Mansur ·
Miguel Mansur ·
Garrick Marchena .
Medardo de Marchena .
Michaël Maria ·
Maria Sterre der Zeekerk (Simpson Bay) ·
Marigot (Sint-Maarten) ·
Marinebasis Parera ·
Marinekazerne Suffisant ·
Marine Park Aruba ·
Marinesteunpunt Pointe Blanche ·
Marinierskazerne Savaneta ·
Maritiem Museum Curaçao .
Diego Markwell ·
Leona Marlin-Romeo ·
William Marlin ·
Henri Marquand ·
Eugene Martha ·
Rutsel Martha ·
Karl Martin ·
Churandy Martina ·
Cuco Martina ·
Derwin Martina ·
Don Martina ·
Fridi Martina ·
Hemayel Martina .
Javier Martina ·
Roy Martina ·
Shermaine Martina ·
Shermar Martina ·
Steven Martina ·
Michelangelo Martines ·
Quenten Martinus ·
Wim Martinus ·
Bradley Martis ·
Tip Marugg ·
Mary's Point ·
George McCrae ·
Giselle Mc William ·
Peter Meel ·
Cornelia Melis ·
Roland Melis ·
Luc Mercelina ·
John Merryweather ·
Methodistenkerk ·
Hensley Meulens ·
Milouska Meulens ·
Mike de Meza ·
Mikvé Israël-Emanuelsynagoge ·
William Millerson · 
Ralph Milliard ·
Mafalda Minguel
Miriam C. Schmidt Botanical Garden ·
Miss Blyden ·
Izaan Moenir-Alam ·
Michael Möhlmann ·
Molly Beday ·
Mondi ·
Mondi Afó ·
Mongui Maduro Museum .
Carlos Monk · 
Rudy Monk ·
Tony Monsanto .
Harvey Monte ·
Monumentenbureau van Aruba ·
Monument voor de gevallenen (Willemstad) ·
Moord op Kerwin Duinmeijer ·
Moord op Samuel Charles ·
Loekie Morales ·
Mosa's eiland ·
Marilyn Moses ·
Mount Flagstaff ·
Mount Scenery ·
Movementu Futuro Kòrsou ·
Movementu Kousa Promé ·
Movementu di Pueblo Boneriano ·
Movementu Progresivo ·
Movementu Solushon Isla ·
Movimiento Arubano Soberano ·
Movimiento Electoral di Pueblo ·
Muizenberg (natuurgebied) ·
Muizenberg (Willemstad) ·
Mullet Bay Beach ·
Mullet Pond ·
Armando Muyale ·
Muziek van Aruba ·
Myrmecophila humboldtii

## N
Naked Boy Hill ·
Nanzi ·
Nationaal Archeologisch Museum van Aruba ·
Nationaal Archief van Aruba ·
Nationaal monument slavernijverleden ·
Nationaal park Arikok ·
Nationaal Park Christoffelpark ·
Nationaal park Shete Boka ·
Nationale Alliantie ·
Nationale Volkspartij ·
Natuurbescherming op Aruba ·
Natural Bridge (Aruba) ·
Nature Foundation St Maarten ·
Delfincio Navarro ·
Nelson Navarro ·
Nederlands ·
Nederlandse Antillen ·
Nederlandse Antillen in de Davis Cup ·
Nederlandse Antillen op de Olympische Spelen ·
Nederlandse Antillen op de Olympische Winterspelen 1988/1992 ·
Nederlandse Antillen op de Olympische Zomerspelen 1952/1960/ 1960/1964/1968/1972/ 1976/1984/1996/2000/2004/2008 ·
Nederlands-Antilliaanse keuken ·
Nederlandse excuses voor het koloniale verleden ·
Nederlands in het Caribisch deel van het Koninkrijk der Nederlanden ·
Nederlandse marine in het Caribisch gebied ·
Nederlandse Overzeese Rijksdelen ·
Nederlands slavernijverleden van A tot Z ·
Gevaro Nepomuceno ·
Quito Nicolaas ·
Nicolaas Store ·
René van Nie ·
Nieuwpoort ·
Martinus Niewindt · 
Nikiboko · 
Amador Nita · 
Noord (Aruba) · 
Nops glaucus ·  
Ronny Nouwen ·
Wim van Nuland · 
N.V. Elmar · 
NVPH-catalogus

## O
Octagon Museum ·
Danguillaume Oduber ·
Nelson Oduber ·
Otmar Oduber ·
Sarah-Quita Offringa ·
Justin Ogenia ·
Onderscheidingsvlag Gouverneur Aruba/Curaçao/Nederlandse Antillen/Sint Maarten ·
Onderstand ·
Onze-Lieve-Vrouw-van-Coromotokerk ·
Chimène van Oosterhout ·
Oostpunt ·
Open Atelier Route (Curaçao) .
Openbaar lichaam ·
Openluchtmuseum Tanki Maraka ·
Opstand van 30 mei ·
Oranjestad (Aruba) ·
Oranjestad (Sint Eustatius) ·
Organisacion Liberal Arubano ·
Orkaan Irma ·
Grote Orkaan van 1780 ·
Olga Orman ·
Cynthia Ortega-Martijn ·
Sheldry Osepa ·
Outbreak Management Team Cariben ·
Jaap Oversteegen

## P
Paardenbaai ·
Palm · 
Jan Gerard Palm · 
Jacobo Palm · 
John Palm · 
Rudolph Palm · 
Walter Palm · 
Eleutheria Ana de Palm .
Palm Beach (Aruba) · 
Palmeiland (Aruba) ·
Palu di Bonaire ·
Pannekoek
Panman, Rhythm of the Palms ·
Richard Panneflek ·
Papiamenta · 
Papiamenta levii · 
Papiamenta savonet · 
Papiaments · 
Papiamentstalige Wikipedia · 
Paradera · 
Parkietenbos · 
Partido pa Adelanto I Inovashon Soshal · 
Partido Aliansa Nobo · 
Partido Alternativa Real · 
Partido Antiá Restrukturá · 
Partido Democracia Real · 
Partido Inovashon Nashonal · 
Partido Laboral Krusada Popular · 
Partido MAN · 
Partido Patriotico di Aruba ·
Party for Progress · 
Passiflora foetida · 
Passiflora suberosa · 
Ilounga Pata ·
Alejandro Felippe Paula · 
Ana-Maria Pauletta · 
Hensley Paulina ·
Sheila Payne.
Pelikan Key ·
Penhagebouw · 
Rina Penso ·
Marlon Pereira ·
Suzanne Perlman ·
Leonard Antoon Hubert Peters · 
Roland Peterson · 
Philipsburg · 
Pete Philly · 
Manuel Carlos Piar ·
Piedra Plat ·
Pietermaai · 
Jozef Pieters ·
Roy Pieters ·
Dorothy Pietersz-Janga ·
Pilosocereus lanuginosus ·
Monica Pimentel
Bob Pinedo · 
Nilda Pinto ·
Gilmar Pisas · 
Piscaderabaai · 
William Richard Piternella ·
Rudy Plaate ·
Marcel van der Plank ·
Landhuis Savonet .
Landhuizen van Curaçao · 
Plantage Knip .
Plantage San Juan
Plasa Machi Mimi ·
Playa Cas Abao ·
Plaza Hotel Curaçao ·
Pleurodema brachyops ·
Adèle van der Pluijm-Vrede · 
Pointe Blanche-gevangenis · 
Politieke crisis Curaçao ·
Pos Chikito ·  
Postkantoor (Oranjestad) · 
Miguel Pourier · 
Premio Pipita di Kònkòmber · 
Avery Preesman · 
Princess Juliana International Airport ·
Progressive Labour Party · 
Protestantse kerk (Aruba) · 
Pueblo Orguyoso y Respeta · 
Pueblo Soberano · 
Punda · 
Jacobus Josephus Putman · 
Clyde van Putten

## Q
The Quill · 
Quill/Boven National Park

## R
Raad van ministers van het Koninkrijk der Nederlanden ·
Raad van State van het Koninkrijk ·
Reinier Frederik van Raders ·
RAIZ ·
Isaäc Rammelman Elsevier sr. ·
Isaäc Rammelman Elsevier jr. ·
Rancho ·
Randia aculeata ·
Shamira Raphaëla ·
Misha Raymond .
Recherchesamenwerkingsteam ·
Regio's van Aruba ·
Rignald Recordino ·
RED ·
Fredis Refunjol ·
Regenbakken op Curaçao .
Regering van de Nederlandse Antillen ·
Regering van Sint Maarten ·
Wanda Reisel ·
Renaissance Island -
Ronny Rens ·
Renteneurose-arrest ·
Reuzenpad ·
Kim Reynierse ·
Eugene Rhuggenaath ·
Lizanne Richards-Dindial .
Ben Richardson ·
Dennis Richardson ·
Hamilton Richardson ·
Lloyd Richardson ·
Jeannette Richardson-Baars .
Rifeilanden in de Sint-Nicolaasbaai ·
Rifeilanden van Oranjestad ·
Riffort ·
Adèle Rigaud ·
Rijksministerraad ·
Rijksvertegenwoordiger voor de openbare lichamen Bonaire, Sint Eustatius en Saba ·
Rijkswet ·
Rijkswet op het Nederlanderschap ·
Rijkswet voor het Personenverkeer ·
Edison Rijna ·
Jan Rijpstra ·
Rincon ·
Rodgers Beach ·
Richard Rodriguez ·
Jean-Julien Rojer ·
Leendert Rojer ·
Edsilia Rombley ·
Myra Römer ·
Nolda Römer-Kenepa ·
René Römer ·
Chris Romero ·
Ronde van Aruba ·
Jos de Roo ·
Jan Roodzant ·
Diederik van Rooijen ·
Rooms-katholieke school in Rincon ·
Raymond Roos ·
Felix de Rooy ·
René de Rooy ·
René Rosalia ·
De rots der struikeling ·
Shirma Rouse ·
Route/Root to Freedom ·
Boy Rozendal .
Elsa Rozendal ·
RST · 
Michèle Russel-Capriles . 
Wim Rutgers

## S
Saba ·
Sabaans staatkundig referendum 1994 ·
Sababank ·
Saba Comprehensive School ·
Saba Conservation Foundation ·
Saba Day ·
Saba Electric Company ·
Saba Labour Party ·
Saba National Land Park ·
Saba National Marine Park ·
Saba Song ·
Saba University School of Medicine ·
Sablika .
Saladoïde cultuur ·
Jaime Saleh ·
Saliña ·
Raymi Sambo ·
Nena Sanchez .
Santa Barbara
Santa Barbara Beach ·
Santa Cruz (Aruba) ·
Santa Rosa ·
Ryçond Santos do Nascimento .
Savaneta ·
Savonet Museum .
Alfred Schaffer ·
Scharloo .
Scholengemeenschap Bonaire ·
Annemieke Schollaardt ·
Rannick Schoop ·
Gerrit Schotte ·
Schottegat ·
Cornelis Schrijver ·
Alex Schwengle ·
Milly Schwengle ·
Jacinta Scoop-Constancia ·
Sea-to-Scenery Race ·
Luigi Secco ·
Lasana M. Sekou ·
Selenops arikok ·
Jane Semeleer ·
Jasmine Sendar ·
Sentry Hill ·
Seroe Colorado ·
Seru ·
Seru Grandi ·
Seú ·
Ronald Severing ·
Benny Sevinger ·
Shell ·
Tony Sherman ·
Shoco ·
Shoshoro ·
Rocky Siberie ·
Javier Silvania ·
Simadan ·
Simia Literario ·
Randall Simon ·
Simon Doncker House ·
Ed Sinke ·
Sint Annabaai ·
Sint-Annakerk (Aruba) ·
Sint-Bernarduskerk ·
Sint Eustatius ·
Sint Eustatius Historisch Museum ·
Sint-Elisabeth Hospitaal (Willemstad) .
Sint Eustatius National Marine Park ·
Sint-Franciscuskerk ·
Sint-Ludovicus Bertranduskerk ·
Sint Maarten (eiland) ·
Sint Maarten (land) ·
Sint Maarten Heineken Regatta ·
Sint Maarten Medical Center ·
Sint Maartens staatkundig referendum 1994 ·
Sint Maartens staatkundig referendum 2000 ·
Sint-Martinus van Tourskerk (Philipsburg) ·
Sint Michielsbaai ·
Sint Nicolaas (Aruba) ·
Sint-Nicolaasbaai ·
Sint-Paulus-Bekeringkerk (Windwardside) ·
Sint Willibrordus (Curaçao) ·
Slag om de Caraïbische Zee ·
Slavenhuisjes bij Witte Pan en Oranje Pan ·
Slavennaam ·
Slavernij ·
Francis Sling .
Norva Sling .
Joran van der Sloot ·
Maria van der Sluijs-Plantz ·
Orlando Smeekes ·
Ben Smit ·
Paulette Smit ·
Lloyd Gaston Smith ·
Wycliffe Smith ·
Nora Sneek-Gibbs .
John Soliano ·
Tessa Solomon .
Sonesta Maho resort ·
Sorobon ·
Soto (Curaçao) ·
Souax ·
Spaans Lagoen ·
Spaanse Water ·
Adelka Spanner .
Antonius Speekenbrink ·
Ellen Spijkstra .
Spooky and Sue ·
Gerald Sprockel ·
Tirso Sprockel ·
SSS-eilanden ·
Staatkundige hervormingen binnen het Koninkrijk der Nederlanden ·
Staatsregeling van Aruba ·
Staatsregeling van Curaçao ·
Staatsregeling van de Nederlandse Antillen ·
Staatsregeling van Sint Maarten ·
Stadhuis van Oranjestad ·
Ayrton Statie ·
Staten van Aruba ·
Staten van Curaçao ·
Staten van de Nederlandse Antillen ·
Staten van Sint Maarten ·
Statenverkiezingen Aruba 1985/1989/1993/1994/1997/2001/2005/2009/2013/2017/2021 ·
Statenverkiezingen Curaçao 2012/2016/2017/2021 · Statenverkiezingen Nederlandse Antillen 1949/2006 · 
Statenverkiezingen Sint Maarten 2010/2014/2016/2018 ·
Status aparte ·
Luivienno Statia ·
Ayrton Statie ·
Wim Statius Muller ·
Statuut voor het Koninkrijk der Nederlanden ·
Mervyn Stegers ·
STENAPA ·
St. Eustatius Empowerment Party ·
Orlando Stewart ·
Stichting voor Taalplanning ·
Stichting Voortgezet Onderwijs van de Bovenwindse Eilanden ·
STINAPA Bonaire ·
St. Johns (Saba) ·
Wilbert Stolte ·
Streetart in Curaçao .
Teun Struycken ·
Pieter van Stuivenberg ·
Suffisant ·
Juan Carlos Sulbaran ·
Sulphur Mine ·
Glenn Sulvaran ·
Terri Summers ·
Rowendy Sumter ·
SV Britannia ·
SV Bubali ·
SV Dakota ·
SV Deportivo Nacional ·
SV Estrella ·
SV Hubentut Fortuna ·
SV La Fama ·
SV Racing Club Aruba ·
SV Real Rincon ·
SV River Plate Aruba ·
SV Uruguay ·
SV Vespo ·
SV VESTA ·
SV Victory Boys ·
.sx

## T
Nathalie Tackling .
Tambú ·
Tanki Flip ·
Tanki Leendert ·
Tanki Maraka Heritage Park ·
Tapushi Literario ·
Teatro Luna Blou ·
TeleCuraçao ·
Coenraad Liebrecht Temminck Groll ·
Tempel Emanu-el ·
Tentalaria ·
Tera Cora (Bonaire) ·
Tera Corá (Curaçao) ·
Theater Ser'i Noka ·
The Bottom ·
The Crazy Rockers ·
The Road ·
Ady Thijsen ·
Perla Thissen ·
Glenn Thodé ·
Jacques Thönissen ·
Quinten Timber ·
Elvis Tjin Asjoe ·
Rocco Tjon ·
Toelatingsregeling ·
Toelatingsregelingen binnen het Koninkrijk der Nederlanden ·
Trabou pa Kòrsou ·
Tram van Oranjestad ·
Trans-Atlantische driehoekshandel ·
Trans-Atlantische slavenhandel ·
Trinta di mei ·
Ella Tromp-Yarzagaray ·
Felipe Tromp ·
Troy Hill (Saba) ·
Tula ·
Tula Museum ·
Tumba

## U
Un Kambio pa Kòrsou - 
Un Kòrsou Hustu ·
Uncle Louis Store ·
Union Patriotico Progresista ·
United People’s Coalition ·
Universiteit van Aruba ·
Universiteit van Curaçao ·
Universiteit van de Nederlandse Antillen ·
University of Sint Eustatius School of Medicine ·
University of the Dutch Caribbean .
Universiteit van Sint Maarten ·
Upper Hell's Gate ·
Upper Prince's Quarter

## V
Vachellia tortuosa ·
Vastgoedbelasting ·
Abraham de Veer ·
Johannes de Veer (1789-1872 ·
Dinah Veeris .
Veiligheidswet BES ·
Lusette Verboom .
Verdrag van Concordia ·
Verdwijning van Natalee Holloway ·
Vereeniging Oost en West ·
Claire Verkoyen .
Corly Verlooghen ·
Jaron Vicario ·
Charlton Vicento ·
Lester Victoria ·
Rene Violenus ·
Fiderd Vis ·
Richard Visser ·
Vlag van Aruba ·
Vlag van Bonaire ·
Vlag van Curaçao ·
Vlag van de Nederlandse Antillen ·
Vlag van Saba ·
Vlag van Sint Eustatius ·
Vlag van Sint Maarten (land) ·
Gerard van Vliet ·
Voetbalbond van Aruba ·
Voetbalbond van Bonaire ·
Voetbalbond van Curaçao ·
Voetbalbond van Sint Eustatius ·
Voetbalbond van Sint Maarten ·
Voetbalelftal van Bonaire ·
Voetbalelftal van Curaçao ·
Voetbalelftal van Sint Eustatius ·
Voetbalelftal van Sint Maarten ·
Volkslied van Sint Maarten ·
Volkslied zonder titel ·
Mathias Voges ·
Russell Voges ·
Justin de Vos ·
Anton Vrede ·
David Pietersz. de Vries ·
Edgard Vrolijk · 
Vrouwenkiesrecht op de Nederlandse Antillen .
Vuurtoren California ·
Vuurtoren Punt Kanon ·
Vuurtoren van Klein Curaçao

## W
Waaigat (Curaçao) ·
Orin de Waard ·
Andries van der Wal ·
Hellen van der Wal ·
Jason Wall ·
Johan van de Walle ·
Wapen van Aruba ·
Wapen van Curaçao ·
Wapen van de Nederlandse Antillen ·
Wapen van Saba ·
Wapen van Sint Eustatius ·
Wapen van Sint Maarten ·
Washington Slagbaai National Park ·
Watamula ·
Waterfort (Curaçao) ·
Waterfort (Sint Eustatius) ·
Watertoren Oranjestad ·
Watertoren San Nicolas ·
Brigitte Wawoe .
Marianne Weber ·
Carel Weeber ·
J.V.D. Werbata ·
Werkgroep Caraïbische Letteren ·
Laura Wernet-Paskel ·
Sarah Wescot-Williams ·
Wesleyaanse Heiligingskerk ·
West-Indisch Bedrijf · 
West-Indische Compagnie ·
Westpunt (Curaçao) ·
Weststraat 15 ·
Wetboek van Strafrecht BES ·
Wet financiën openbare lichamen Bonaire, Sint Eustatius en Saba ·
Wet openbare lichamen Bonaire, Sint Eustatius en Saba ·
Alydia Wever .
Booshi Wever ·
Evelyn Wever-Croes ·
Mary Wever-Laclé ·
Ben Whiteman ·
Helmin Wiels ·
Marvelyne Wiels ·
Tommy Wierenga ·
Lia Willems-Martina ·
Willemstad (Curaçao) ·
Willemstoren ·
Elmer Wilsoe ·
Monique Wilson ·
Rolando Wilson ·
Winair ·
Jan de Windt ·
Pierre de Windt ·
Windward Islands People's Movement ·
Windwardside ·
Esmée Winkel .
Djuric Winklaar ·
Rob Winter ·
Adolfo Wolfschoon ·
Wonderlicke avontuer van twee goelieven ·
Charles Austin Woodley ·
Julian Woodley ·
Tina Woodley ·
Brant Wubs ·
Jorien Wuite ·
Mervin Wyatt-Ras

## X
Xerofyt

## Y
Danny Yanga ·
Yaya (kinderverzorging) .
Juan David Yrausquin ·
Etienne Ys

## Z
Bruce Zagers ·
Zeelandia Beach ·
Erich Zielinski ·
Angelo Zimmerman ·
Bert Zimmerman ·
Errol Zimmerman ·
Thessaly Zimmerman ·
Zions Hill ·
Zorgverzekering Caribisch Nederland ·
Zoutmeer ·
Zoutwinning in Bonaire ·
Felitciano Zschusschen ·
Zuidstraat ·
Zulaika ·
Zwarte makamba